# Franqueville (Aisne)
Franqueville ist eine französische Gemeinde mit 107 Einwohnern (Stand 1. Januar 2022) im Département Aisne in der Region Hauts-de-France (vor 2016 Picardie). Sie gehört zum Arrondissement Vervins, zum Kanton Marle und zum Gemeindeverband Thiérache du Centre.

## Geographie
Die Gemeinde Franqueville liegt am Vilpion im Westen der Landschaft Thiérache, sieben Kilometer südwestlich von Vervins. Nachbargemeinden von Franqueville sind Lemé im Norden, Saint-Pierre-lès-Franqueville im Osten, Saint-Gobert im Südosten, Rougeries im Südwesten und Westen sowie Marfontaine im Nordwesten.

## Bevölkerungsentwicklung
| Jahr                       | 1962 | 1968 | 1975 | 1982 | 1990 | 1999 | 2006 | 2012 | 2021 |
| -------------------------- | ---- | ---- | ---- | ---- | ---- | ---- | ---- | ---- | ---- |
| Einwohner                  | 168  | 157  | 141  | 134  | 113  | 123  | 125  | 127  | 108  |
| Quellen: Cassini und INSEE |      |      |      |      |      |      |      |      |      |

## Sehenswürdigkeiten

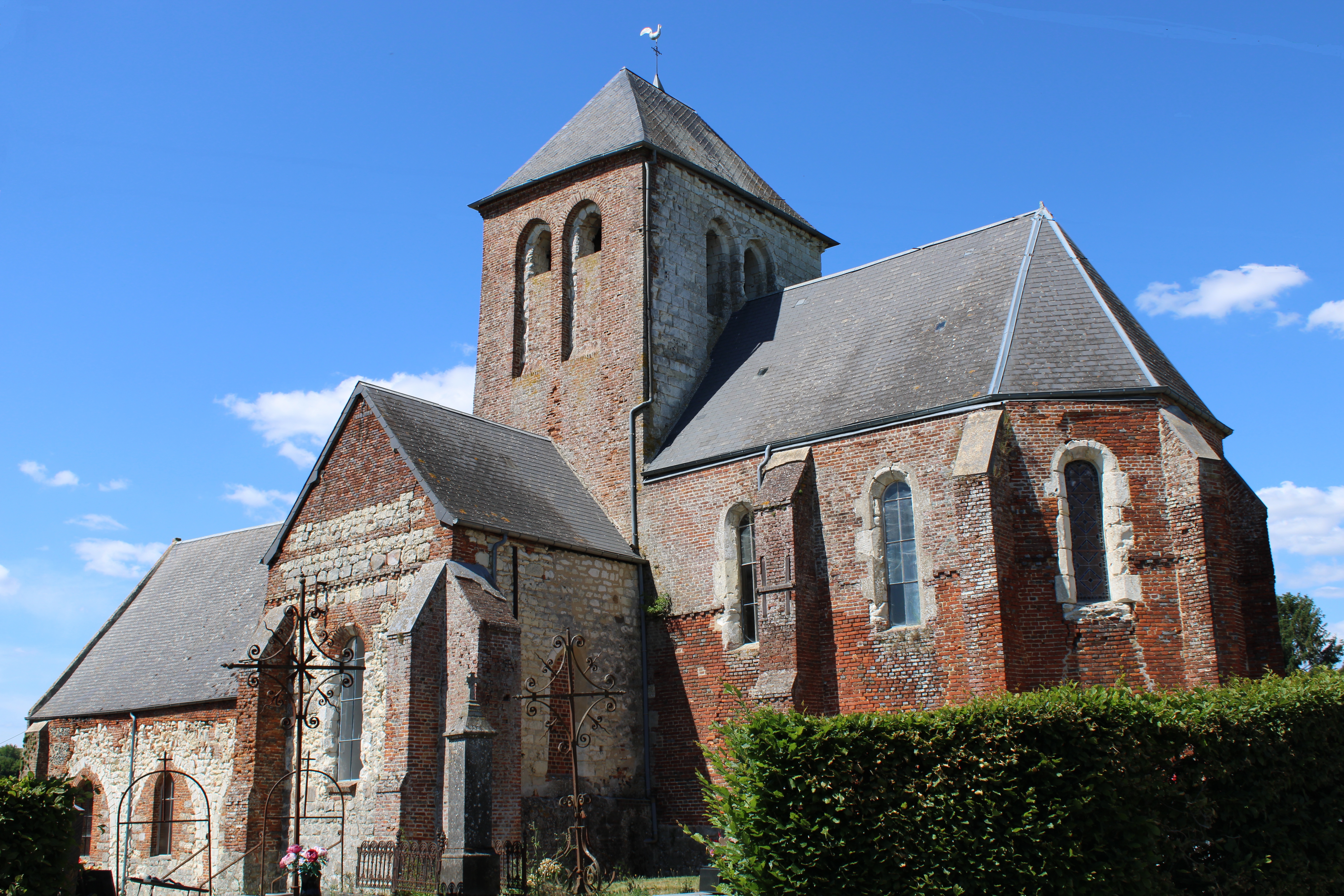
Kirche Saint-Jean-Baptiste

- Wehrkirche Saint-Jean-Baptiste